# Playa de La Ribera (Ceuta)
La playa La Ribera está situada en el municipio de Ceuta, en la ciudad autónoma de Ceuta, España. La playa está distinguida con una bandera azul.
Es la playa más concurrida de Ceuta, ya que se encuentra en el centro de la ciudad. En la cercanía de la playa están el Foso y las Murallas Reales. La playa cuenta con un ascensor para acceder a ella.